# Anna Morris
Anna Morris (* 13. Juni 1995 in Cardiff) ist eine britische Radsportlerin, die Rennen auf Straße und auf Bahn   bestreitet.

## Sportlicher Werdegang
Anna Morrist betrieb in ihrer Jugendzeit verschiedene Sportarten, wie Netball, Turnen und Tennis, aber keinen Radsport. Erst während ihres Studiums an der University of Southampton war sie als Triathletin aktiv und trat zu Trainingszwecken dem Radsport-Club der Universität bei. Aus Zeitgründen und wegen Verletzungen entschied sie sich schließlich für den Radsport als Leistungsdisziplin. Seit 2015 ist sie im Leistungsradsport aktiv.
Ihre ersten Siege errang Morris 2016 bei den britischen Universitätsmeisterschaften. 2018 wurde sie erstmals walisische Meisterin; dieser Meisterschaft von Wales sollten weitere folgen. 2018 startete sie erstmals bei britischen Meisterschaften.
2020 errang Morris bei den  Bahnweltmeisterschaften und mit Neah Evans, Katie Archibald, Josie Knight und Megan Barker die Silbermedaille in der Mannschaftsverfolgung. Bei den Commonwealth Games 2022 in Birmingham ging sie für das Team Wales an den Start und belegte im Einzelzeitfahren Rang 16, in der Mannschaftsverfolgung (mit Megan Barker, Ella Barnwell und Jessica Roberts) wurde das walisische Team Vierte. 2023 wurde sie sowohl Weltmeisterin wie auch Europameisterin in der Mannschaftsverfolgung, dazu britische Meisterin im Dernyrennen. Bei den Bahnradsport-Europameisterschaften 2024 errang sie in der Mannschaftsverfolgung Silber und in der Einerverfolgung Bronze, bei den Olympischen Spielen 2024 mit dem Bahn-Vierer Bronze.
Bei den Europameisterschaften 2025 siegte Morris in der Einerverfolgung, die erstmals über 4000 Meter statt wie zuvor über 3000 Meter ausgetragen wurde. Sie verbesserte den bestehenden Weltrekord über diese Distanz auf 4:25,874 Minuten. Wenige Tage später setzte sie bei den britischen Meisterschaften eine neue Bestmarke von 4:24,060.
Im Straßenradsport war Morris bislang hauptsächlich bei den Landesmeisterschaften aktiv und belegte 2023 Platz zwei im Einzelzeitfahren. Im Februar 2025 verbesserte sie innerhalb einer Woche den Weltrekord in der Einerverfolgung auf der Bahn, die im Januar 2025 für Frauen von 3000 auf 4000 Meter verlängert worden war.

## Diverses
Anna Morris absolvierte ein Medizinstudium und arbeitete während der COVID-19-Pandemie als Assistenzärztin. 2022 legte sie eine berufliche Pause ein, um sich auf die Commonwealth Games 2022 vorzubereiten, wo sie mit dem Team die Bronzemedaille in der Mannschaftsverfolgung gewann.

## Erfolge

### Bahn
2022
- Weltmeisterschaft – Mannschaftsverfolgung (mit Neah Evans, Katie Archibald, Josie Knight und Megan Barker)

2023
- Weltmeisterin – Mannschaftsverfolgung (mit Katie Archibald, Neah Evans, Josie Knight und Elinor Barker)
- Europameisterin – Mannschaftsverfolgung (mit Katie Archibald, Neah Evans, Josie Knight, Elinor und Megan Barker)
- Britische Meisterin – Derny

2024
- Nations Cup in Milton – Mannschaftsverfolgung (mit Katie Archibald, Jessica Roberts, Josie Knight und Megan Barker)
- Europameisterschaft – Mannschaftsverfolgung (mit Neah Evans, Jessica Roberts, Josie Knight und Megan Barker)
- Europameisterschaft – Einerverfolgung
- Olympische Spiele – Mannschaftsverfolgung (mit Elinor Barker, Josie Knight und Jessica Roberts)
- Weltmeisterin – Einerverfolgung. Mannschaftsverfolgung (mit Megan Barker, Josie Knight, Katie Archibald und Jessica Roberts)

2025
- Europameisterschaften – Einerverfolgung
- Europameisterschaften – Mannschaftsverfolgung (mit Madelaine Leech, Sophie Lewis, Grace Lister und Neah Evans)
- Britische Meisterin – Einerverfolgung (mit Weltrekord: 4:24,060 Minuten)